# Ross County Football Club 2017-2018
Questa voce raccoglie le informazioni riguardanti il Ross County Football Club nelle competizioni ufficiali della stagione 2017-2018.

## Stagione
- In Scottish Premiership il Ross County finì il campionato in dodicesima e ultima posizione (29 punti), ritornando dunque in seconda serie.
- In Scottish Cup venne eliminato al quarto turno dal Kilmarnock.
- In Scottish League Cup venne eliminato al secondo turno dal Motherwell (2-3 ai tempi supplementari).

## Maglie
| Manica sinistra · Manica sinistra · Maglietta · Maglietta · Manica destra · Manica destra · Pantaloncini · Pantaloncini · Calzettoni · Calzettoni | Manica sinistra · Manica sinistra · Maglietta · Maglietta · Manica destra · Manica destra · Pantaloncini · Pantaloncini · Calzettoni · Calzettoni |

## Rosa
| N. |                        | Ruolo | Calciatore               |
| -- | ---------------------- | ----- | ------------------------ |
| 1  | Scozia (bandiera)      | P     | Scott Fox                |
| 2  | Scozia (bandiera)      | D     | Marcus Fraser            |
| 3  | Scozia (bandiera)      | D     | Jason Naismith           |
| 4  | Francia (bandiera)     | D     | Christopher Routis       |
| 5  | Scozia (bandiera)      | D     | Harry Souttar            |
| 6  | Scozia (bandiera)      | C     | Sean Kelly               |
| 7  | Scozia (bandiera)      | C     | Michael Gardyne          |
| 8  | Taiwan (bandiera)      | C     | Tim Chow                 |
| 9  | Scozia (bandiera)      | A     | Ryan Dow                 |
| 10 | Paesi Bassi (bandiera) | A     | Alex Schalk              |
| 11 | Inghilterra (bandiera) | A     | Craig Curran             |
| 12 | Inghilterra (bandiera) | A     | Inih Effiong             |
| 14 | Francia (bandiera)     | A     | David N'Gog              |
| 15 | Inghilterra (bandiera) | D     | Andrew Davies (capitano) |
| 16 | Scozia (bandiera)      | C     | Dylan Dykes              |

| N. |                             | Ruolo | Calciatore         |
| -- | --------------------------- | ----- | ------------------ |
| 17 | Inghilterra (bandiera)      | C     | Ross Draper        |
| 18 | Scozia (bandiera)           | C     | Jamie Lindsay      |
| 19 | Danimarca (bandiera)        | A     | Thomas Mikkelsen   |
| 22 | Irlanda del Nord (bandiera) | A     | Billy McKay        |
| 23 | Inghilterra (bandiera)      | C     | Greg Tansey        |
| 24 | Scozia (bandiera)           | C     | Tony Dingwall      |
| 25 | Scozia (bandiera)           | C     | Jim O'Brien        |
| 28 | Paesi Bassi (bandiera)      | D     | Kenny van der Weg  |
| 31 | Irlanda (bandiera)          | P     | Aaron McCarey      |
| 32 | Inghilterra (bandiera)      | D     | Liam Fontaine      |
| 33 | Inghilterra (bandiera)      | D     | Chris Eagles       |
| 35 | Inghilterra (bandiera)      | D     | Max Melbourne      |
| 40 | Inghilterra (bandiera)      | C     | Davis Keillor-Dunn |
| 42 | Scozia (bandiera)           | D     | Reghan Tumilty     |
| 47 | Estonia (bandiera)          | C     | Mattias Käit       |

## Risultati

### Scottish Premiership

#### Prima fase
| Arbitro: | Willie Collum |

|                 |           |                                          |
| Jack Hendry 86’ | Marcatori | 35’ Jamie Lindsay 61’ Christopher Routis |

| Arbitro: | Don Robertson |

|                 |           |                                  |
| Craig Curran 2’ | Marcatori | 23’ Mark Reynolds 71’ Shay Logan |

| Arbitro: | Alan Muir |

|                                         |           |  |
| Richard Tait 53’ Louis Moult 74’ (rig.) | Marcatori |  |

| Arbitro: | Craig Thomson |

|                      |           |                                                             |
| Thomas Mikkelsen 59’ | Marcatori | 31’ Alfredo Morelos 41’ Alfredo Morelos 89’ Eduardo Herrera |

| Arbitro: | John Beaton |

|                        |           |                   |
| Alex Schalk 86’ (rig.) | Marcatori | 22’ Blair Spittal |

| Arbitro: | Steven McLean |

|                                                         |           |  |
| Tom Rogic 13’ Moussa Dembélé 42’ James Forrest 52’, 74’ | Marcatori |  |

| Arbitro: | Andrew Dallas |

|  |           |                 |
|  | Marcatori | 13’ Paul Hanlon |

| Arbitro: | Craig Thomson |

|  |           |                                        |
|  | Marcatori | 34’ Craig Curran 44’ Kenny van der Weg |

| Arbitro: | Willie Collum |

|                        |           |                                       |
| Davis Keillor-Dunn 36’ | Marcatori | 34’ Esmaël Gonçalves 59’ Jamie Walker |

| Arbitro: | Stephen Finnie |

|                                      |           |                   |
| Alex Schalk 70’ Thomas Mikkelsen 86’ | Marcatori | 52’ Greg Docherty |

| Perth 24 ottobre 2017, ore 20:45 11ª giornata | St. Johnstone | 0 – 0 referto | Ross County | McDiarmid Park (2.267 spett.)\| Arbitro: \| Barry Cook \| |
| Arbitro:                                      | Barry Cook    |               |             |                                                           |

| Arbitro: | Don Robertson |

|                                           |           |                    |
| Ryan Christie 12’ Kenny McLean 52’ (rig.) | Marcatori | 8’ Michael Gardyne |

| Arbitro: | Euan Anderson |

|                                                                |           |                                 |
| Michael Gardyne 13’ Davis Keillor-Dunn 26’ Michael Gardyne 42’ | Marcatori | 48’ Ryan Bowman 76’ Louis Moult |

| Arbitro: | Nick Walsh |

|  |           |                     |
|  | Marcatori | 78’ Leigh Griffiths |

| Edimburgo 25 novembre 2017, ore 16:00 15ª giornata | Hearts      | 0 – 0 referto | Ross County | Tynecastle Park (15.601 spett.)\| Arbitro: \| John Beaton \| |
| Arbitro:                                           | John Beaton |               |             |                                                              |

| Arbitro: | Steven McLean |

|  |           |                                          |
|  | Marcatori | 18’ Mark O'Hara 89’ Faissal El Bakhtaoui |

| Arbitro: | Euan Anderson |

|                                      |           |                  |
| Alfredo Morelos 59’ Danny Wilson 83’ | Marcatori | 10’ Craig Curran |

| Arbitro: | Andrew Dallas |

|                                           |           |                                 |
| Christopher Routis 31’ Jason Naismith 41’ | Marcatori | 61’ Eamonn Brophy 86’ Kris Boyd |

| Arbitro: | Gavin Duncan |

|                                                                      |           |                                               |
| Dougie Imrie 30’ (rig.) Georgios Sarris 75’ Jamie Lindsay 89’ (aut.) | Marcatori | 73’ (rig.) Craig Curran 84’ Kenny van der Weg |

| Arbitro: | Nick Walsh |

|                                 |           |                  |
| Anthony Stokes 21’ Oli Shaw 75’ | Marcatori | 14’ Craig Curran |

| Arbitro: | Greg Aitken |

|                        |           |                    |
| Alex Schalk 54’ (rig.) | Marcatori | 2’ Denny Johnstone |

| Arbitro: | Stephen Finnie |

|                                  |           |  |
| Kris Doolan 35’ Conor Sammon 86’ | Marcatori |  |

| Arbitro: | Kevin Clancy |

|                                          |           |  |
| Harry Souttar 45’ (aut.) Curtis Main 47’ | Marcatori |  |

| Arbitro: | Steven McLean |

|                        |           |                                        |
| David N'Gog 90’ (rig.) | Marcatori | 21’ Daniel Candeias 82’ Jason Cummings |

| Arbitro: | Andrew Dallas |

|                                 |           |                                                                          |
| Alex Schalk 77’ Alex Schalk 82’ | Marcatori | 28’ Kenny McLean 32’ (rig.) Adam Rooney 34’ Adam Rooney 64’ Kenny McLean |

| Arbitro: | John Beaton |

|                  |           |                                                                     |
| Kerr Waddell 57’ | Marcatori | 49’ Davis Keillor-Dunn 61’ Alex Schalk 64’ Alex Schalk 90’ Tim Chow |

| Arbitro: | Craig Thomson |

|                    |           |                   |
| Jason Naismith 76’ | Marcatori | 53’ Kyle Lafferty |

| Arbitro: | Willie Collum |

|                                         |           |  |
| Murray Davidson 29’ Murray Davidson 40’ | Marcatori |  |

| Arbitro: | Willie Collum |

|                                                                 |           |  |
| Alex Schalk 35’ Ross Draper 41’ Alex Schalk 56’ Alex Schalk 72’ | Marcatori |  |

| Arbitro: | John Beaton |

|                                               |           |                                    |
| Lee Erwin 16’ Kris Boyd 46’ Eamonn Brophy 74’ | Marcatori | 86’ Billy McKay 90'+1’ Alex Schalk |

| Arbitro: | Kevin Clancy |

|                                     |           |                                          |
| Jamie Lindsay 23’ Andrew Davies 76’ | Marcatori | 49’ (rig.) Dougie Imrie 52’ Marios Ogboe |

| Arbitro: | Steven McLean |

|                                                              |           |  |
| Moussa Dembélé 25’ (rig.) Stuart Armstrong 48’ Tom Rogic 60’ | Marcatori |  |

| Arbitro: | Bobby Madden |

|                 |           |              |
| Billy McKay 28’ | Marcatori | 90’ Oli Shaw |

#### Seconda fase
| Dingwall 21 aprile 2018, ore 16:00 1ª giornata | Ross County | 0 – 0 referto | Motherwell | Global Energy Stadium (3.879 spett.)\| Arbitro: \| Alan Muir \| |
| Arbitro:                                       | Alan Muir   |               |            |                                                                 |

| Arbitro: | Bobby Madden |

|                                             |           |  |
| Dougie Imrie 56’ (rig.) David Templeton 67’ | Marcatori |  |

| Arbitro: | Kevin Clancy |

|                   |           |                 |
| Chris Erskine 21’ | Marcatori | 42’ Billy McKay |

| Arbitro: | Andrew Dallas |

|  |           |                  |
|  | Marcatori | 51’ Simon Murray |

| Arbitro: | Nick Walsh |

|                         |           |                 |
| avid Wotherspoon 90'+2’ | Marcatori | 3’ Craig Curran |

### Scottish Cup
| Arbitro: | Bobby Madden |

|                      |           |  |
| Lee Erwin 88’ (rig.) | Marcatori |  |

### Scottish League Cup
| Arbitro: | Dr John McKendrick |

|                                    |           |  |
| Marcus Fraser 40’ Craig Curran 69’ | Marcatori |  |

| Arbitro: | Alan Newlands |

|  |           | |
|  | Marcatori | 15’ Thomas Mikkelsen 27’ (rig.) Craig Curran 31’ (aut.) Seán Dillon 45'+1’ Craig Curran 54’ Thomas Mikkelsen 58’ Alex Schalk |

| Arbitro: | Steven McLean |

|  |                      |  |
|  | Tiri di rigore 4 – 3 |  |

| Arbitro: | Steven Kirkland |

|  |                      |  |
|  | Tiri di rigore 4 – 5 |  |

| Arbitro: | Stephen Finnie |

|                                          |                      |                                                        |
| Alex Schalk 65’ Craig Curran 104’ (rig.) | Marcatori            | 50’ Gaël Bigirimana 92’ Chris Cadden 112’ Ross MacLean |
|                                          | Tiri di rigore 2 – 3 |                                                        |